# 1622

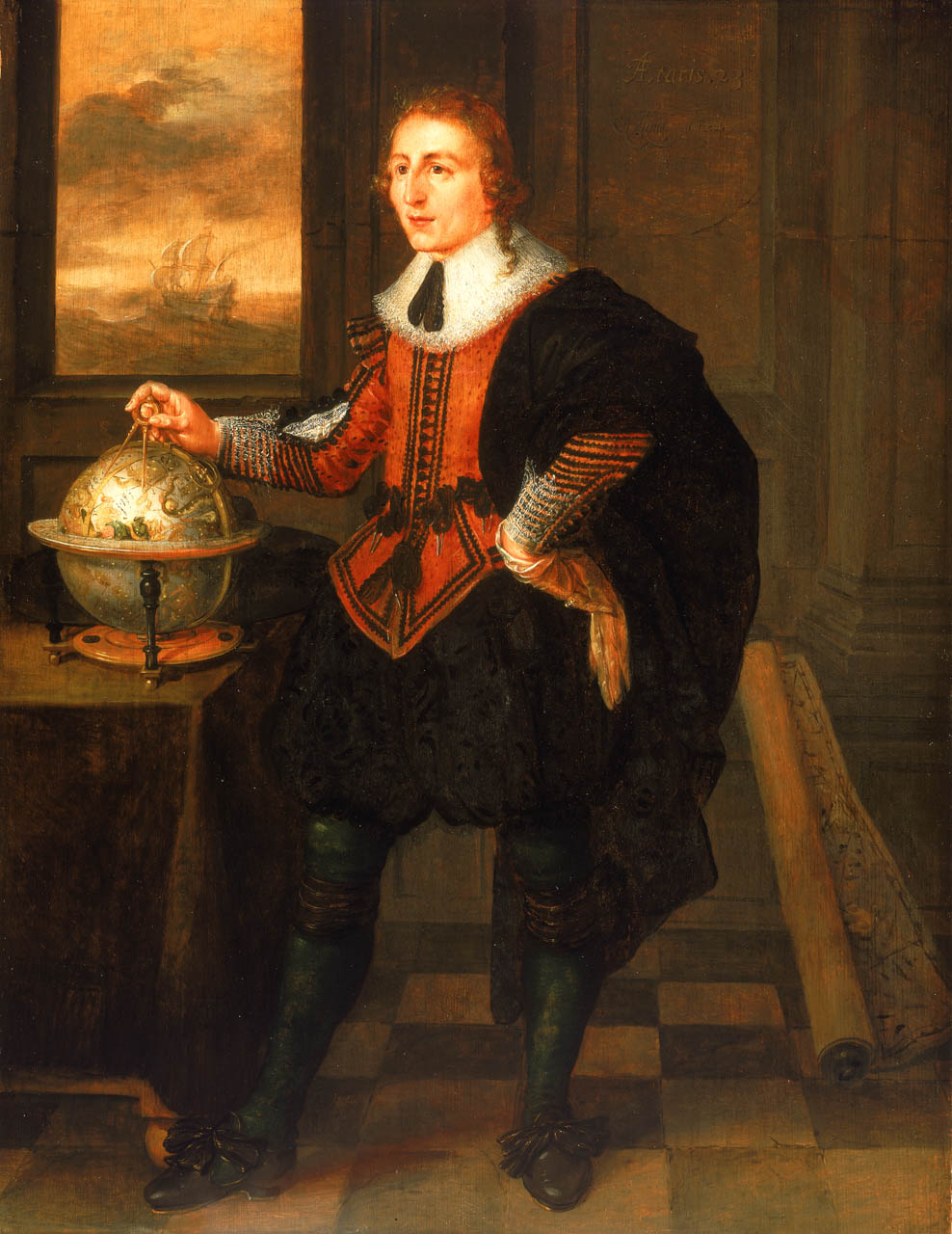
William Baffin

Het jaar 1622 is het 22e jaar in de 17e eeuw volgens de christelijke jaartelling.

## Gebeurtenissen
februari
- 2 - Na een vijf maanden lang Beleg van Gulik moeten de staatsen capituleren. Ambrogio Spinola neemt Gulik in en verbreekt daarmee de verbindingen tussen de Republiek en de Palts.

maart
- 12 - Ignatius van Loyola, stichter van de Jezuieten, wordt heilig verklaard door paus Gregorius XV.

april
- 25 - Slag bij Wiesloch (Dertigjarige Oorlog).

mei
- 20 - Bij een opstand van de Janitsaren wordt sultan Osman II gewurgd.

juni
- 21 - Begin beleg van Heidelberg door Beierse troepen (tot 6 september).
- 22 - Paus Gregorius XV publiceert de bul Inscrutabili Divinae. Hij sticht de Congregatie voor de Voortplanting van het Geloof. Hij draagt de verantwoordelijkheid voor de bisdommen in de Noordelijke Nederlanden op aan deze congregatie. Begin van ruim twee eeuwen Hollandse Zending.
- juni - Met een enorme invasiemacht van 13 oorlogsschepen met zo'n 1300 man proberen de Hollanders Macau te veroveren. De Portugezen zijn niet tegen zo'n invasiemacht opgewassen, maar een toevalstreffer met een kanon afgeschoten door een Jezuïtische priester raakt de buskruitvoorraad van de Hollanders die daarop definitief afdruipen.

juli
- 18 - De Spaanse veldheer Ambrogio Spinola, teruggekeerd uit de Palts nu het Twaalfjarig bestand is afgelopen, slaat het beleg voor Bergen op Zoom.

september
- 5 - Een tropische storm raast over de Bahama's en de Florida Keys, waarin twee Spaanse schepen vergaan. Er zijn 1090 doden.
- 10 - De Vroedschap van Amsterdam stelt in een keur richtlijnen vast, waaraan de eerste jachthaven ter wereld moet voldoen. Ook worden opzichters aangesteld voor de handhaving van de regels.

oktober
- 3 - Prins Maurits ontzet Bergen op Zoom.
- oktober - In het Gewest Holland vindt ten behoeve van de belastinginning een algemene volkstelling plaats. Van de getelde 671.675 inwoners woont meer dan de helft in steden en daarvan weer meer dan de helft in Amsterdam (bijna 105.000), Leiden (bijna 45.000) en Haarlem (bijna 40.000) inwoners.

november
- november - De Staten-Generaal verbieden Grotius' clandestien uitgegeven boek Apologie voor de rechtmatige regering van Holland, waarin hij stelt dat ieder gewest in de Unie een soevereine staat is.

zonder datum
- Met Vietnamese hulp worden de Thai verdreven uit Cambodja.

## Beeldende kunst

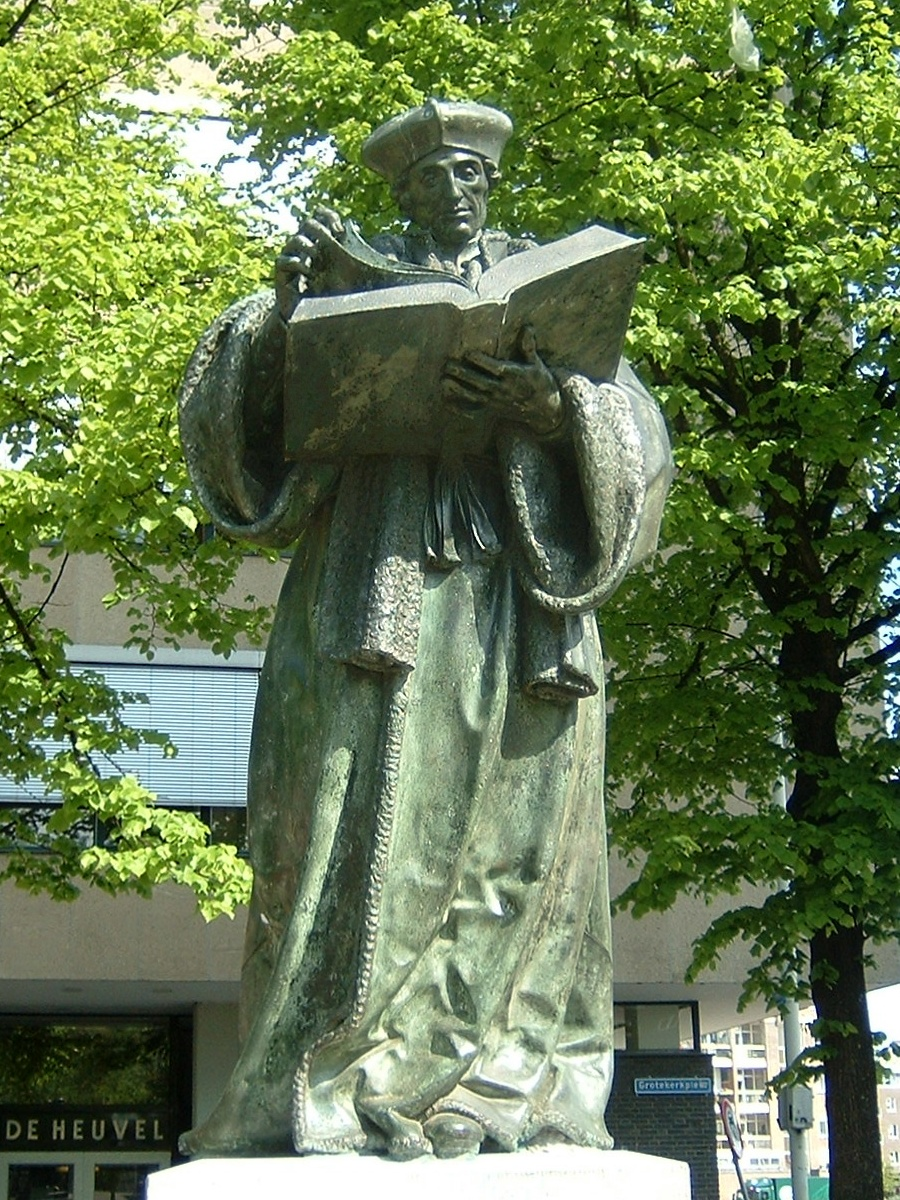
Erasmus (1622) Hendrick de Keyser, Rotterdam
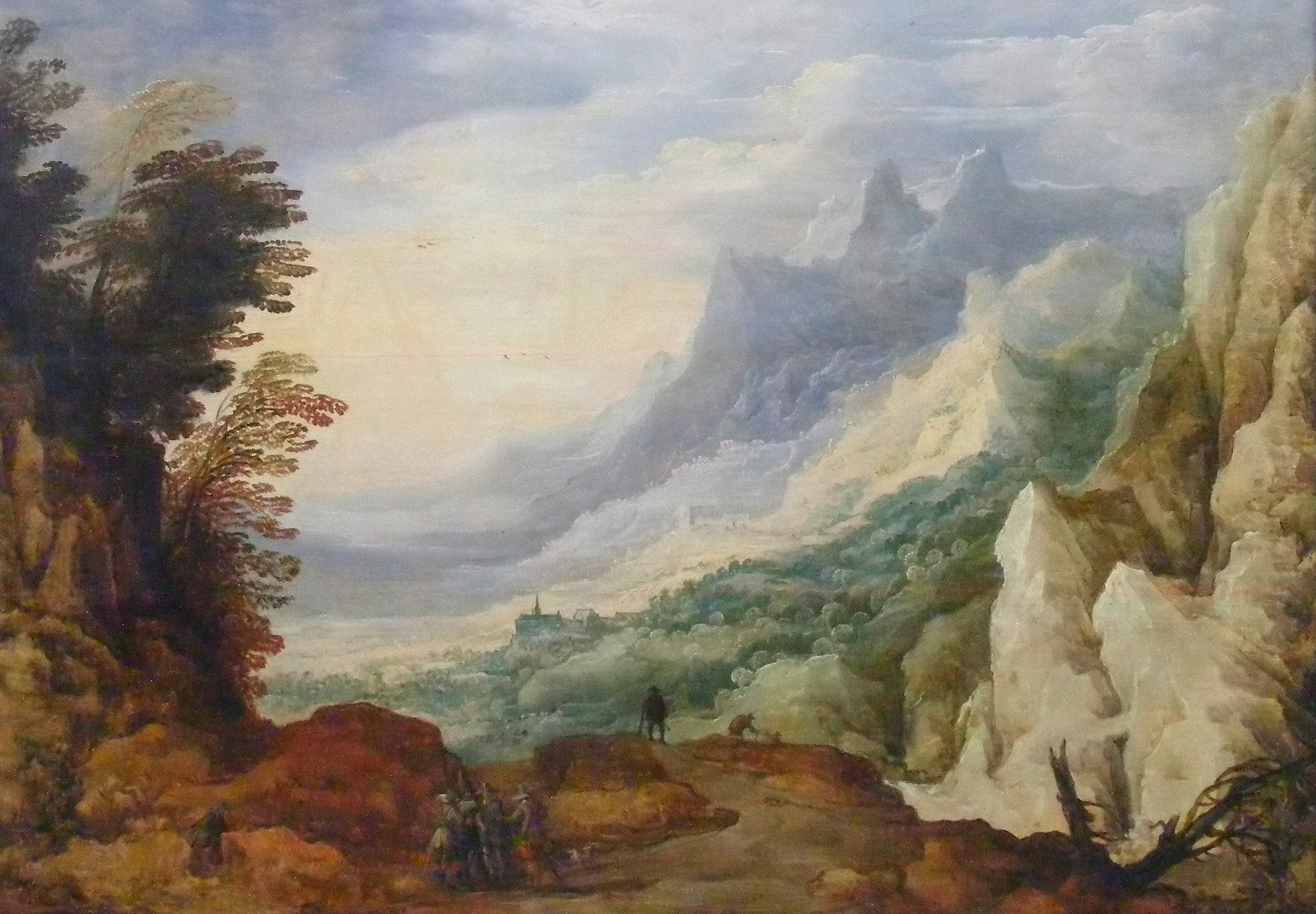
De hinderlaag (1622) Joos de Momper, Alte Pinakothek
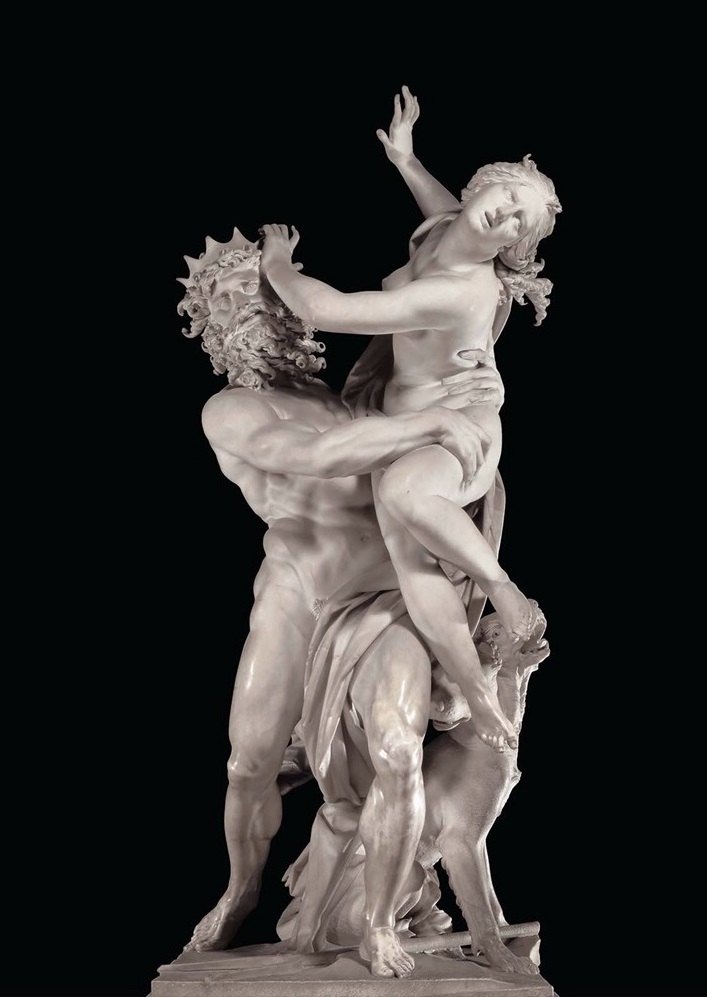
Pluto en Proserpina (1622), Gian Lorenzo Bernini, Galleria Borghese
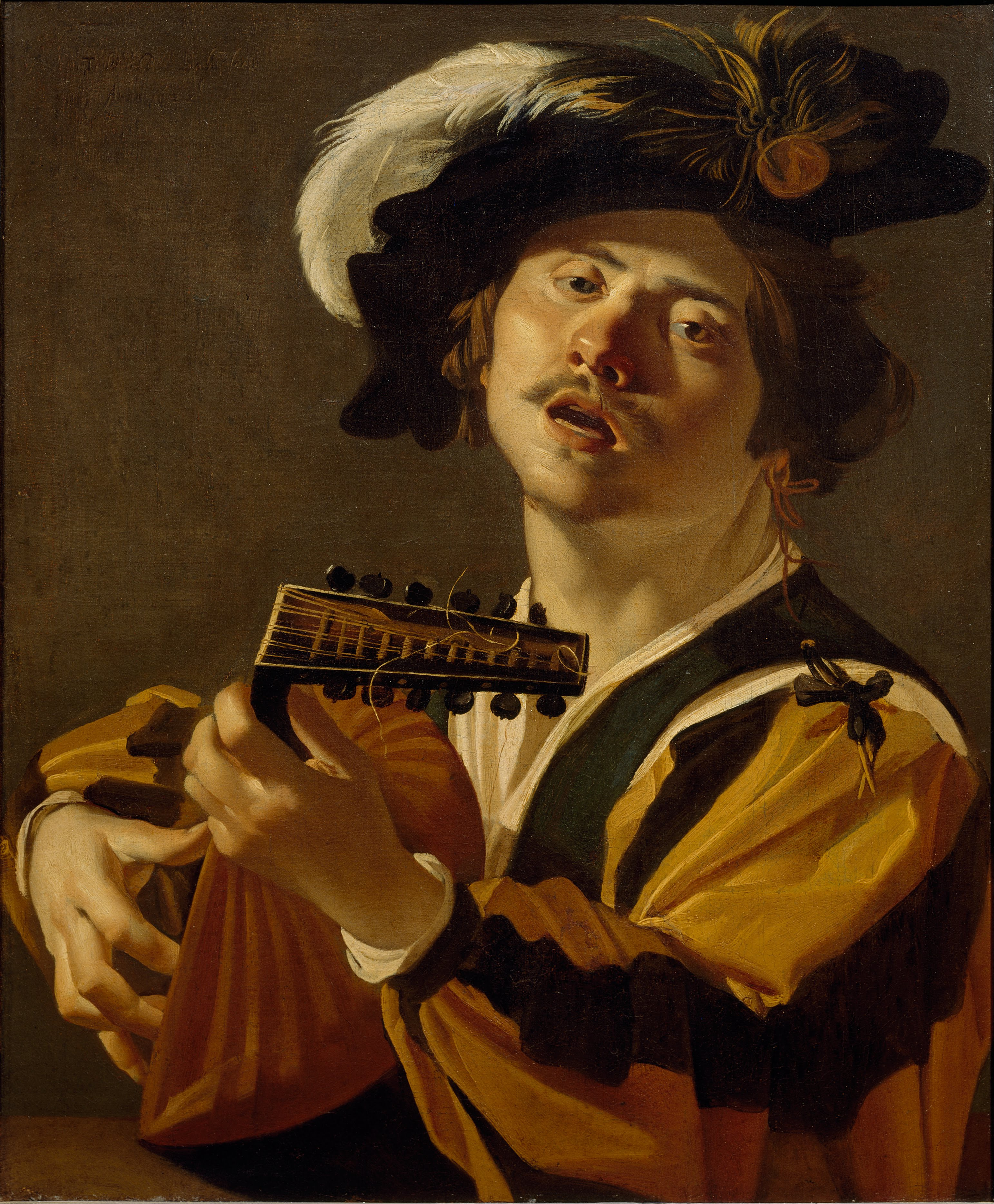
Luitspeler (1622) Dirck van Baburen, Centraal Museum
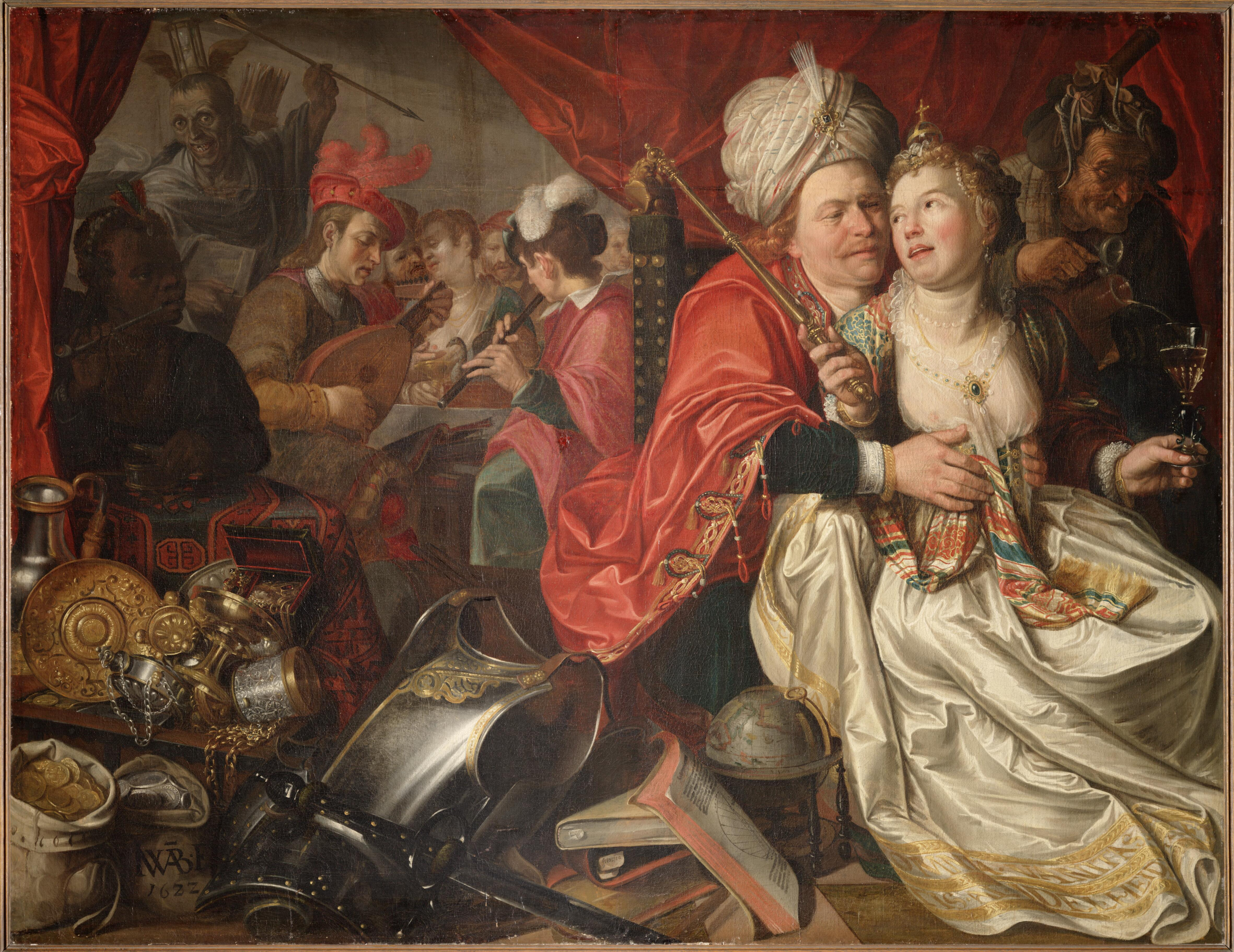
Vrouw Wereld door Jacob Waben

## Bouwkunst

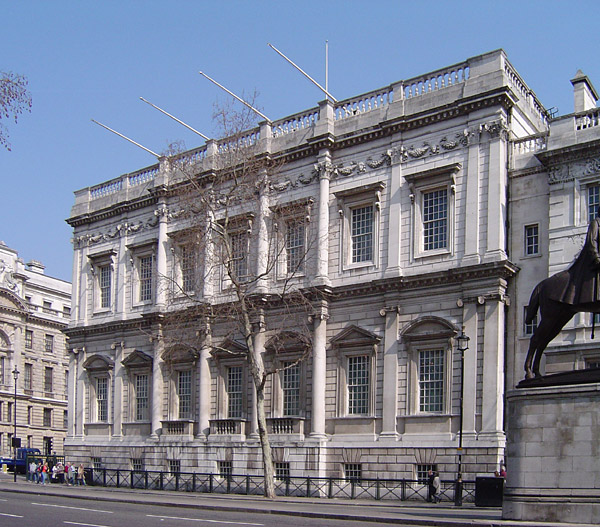
Banqueting Hall, Londen (1622) Inigo Jones

## Geboren
januari
- 15 - Molière (Jean-Baptiste Poquelin), Frans dramaturg en toneelschrijver (overleden 1673)

april
- 17 - Henry Vaughan, Welsh schrijver en arts

september
- 30 - Johann Sebastiani, Duits componist

november
- 8 - Koning Karel X Gustaaf van Zweden (overleden 1660)

datum onbekend
- Gaspar de Verlit, Belgisch barokcomponist, koorknaap en later zanger, kapelmeester en zangmeester (overleden 1682)

## Overleden
januari
- 17 - Ernst van Schaumburg (52), graaf van Schaumburg
- 23 - William Baffin (ca. 37), Brits zeevaarder en cartograaf

december
- 28 - Franciscus van Sales (55), bisschop van Genève en Annecy, ordestichter en mysticus

datum onbekend
- Jan III van de Werve